# Louis de la Censerie

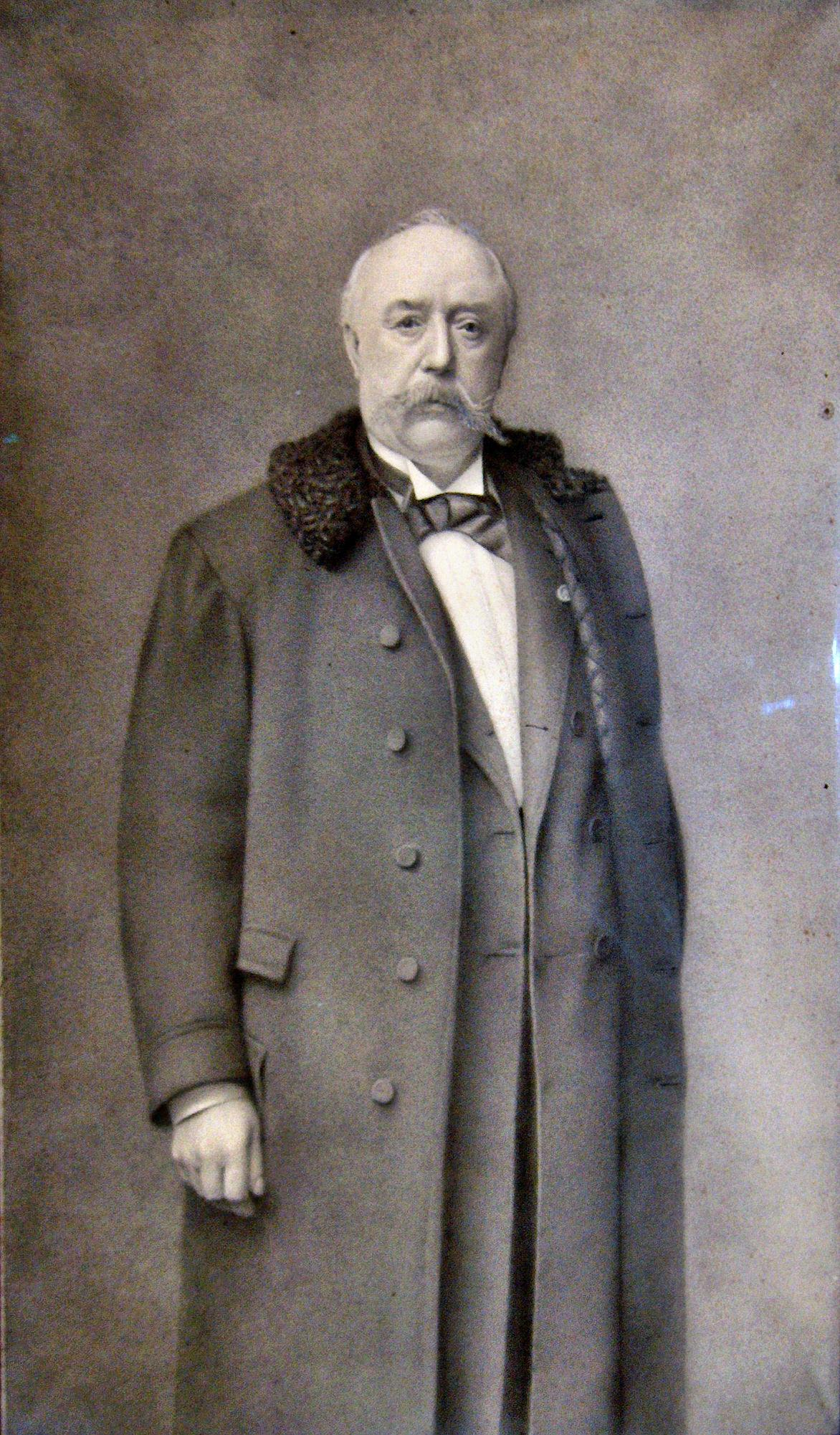
Louis de la Censerie (ca. 1900)

Louis (Joseph Jean Baptiste) de la Censerie (* 27. September 1838 in Brügge; † 2. September 1909 ebenda) war ein belgischer Architekt und Restaurator, der in der zweiten Hälfte des 19. Jahrhunderts und zu Beginn des 20. Jahrhunderts tätig war. Die Schreibweise seines Namens ist sehr unterschiedlich; Delacenserie, Delasencerie, Dela Censerie oder Dela Sencerie sind die gebräuchlichsten Alternativformen.

## Leben
Louis de la Censerie studierte an der Kunstakademie (Academie voor Schone Kunsten) in seiner Geburtsstadt Brügge. Dort war er ein Schüler des Architekten Johannes Rudd (1792–1870). 1860 wurde er mit dem Großen Rompreis ausgezeichnet. Dieser ermöglichte ihm einen mehrjährigen Aufenthalt in Italien. Später folgten weitere Studienreisen, hauptsächlich wirkte de la Censerie jedoch in Brügge. Dort lehrte er an der Kunstakademie und übernahm 1889 deren Leitung. Er war auch Direktor der Stadtwerke (1870), Vorstands-Mitglied der Société Archéologique und Mitglied des Provinzkomitees der Königlichen Denkmalkommission (Provinciaal Comité van de Koninklijke Commissie voor Monumenten en Landschappen, 1879).
Louis de la Censerie war ein angesehener Brügger Architekt, der die Rückbesinnung auf die flämische Architektur der Gotik förderte. Er gehörte zusammen mit Gustave Saintenoy zu einer kleinen Gruppe belgischer Architekten, deren Hauptziel die Fortführung der baulichen Traditionen ihres Landes war und die den zeitgenössischen Vertretern traditionsloser Neuschöpfungen wie Paul Hankar entgegenstanden. De la Censerie arbeitete überwiegend als pietätvoll vorgehender Restaurator, der Ortscharakter und Entstehungszeit der von ihm restaurierten Bauten beachtete. Unter anderem bewahrte er mit seinen Maßnahmen wichtige Teile der frühgotischen Liebfrauenkirche in Brügge vor dem Einsturz und stellte das aus dem 15. Jahrhundert stammende Gruuthuus wieder her. Auch bei Neuschöpfungen blieb er als Architekt in dem ihn umgebenden Formenkreis. Für das Johannishospital schuf er neue Portalbauten nach alten Entwürfen. Sein bedeutendster Neubau war das Empfangsgebäude des 1905 eröffneten Zentralbahnhofs von Antwerpen sowie die Ausbildung der Viadukte und weiterer Kunstbauten dieser Anlage.

## Bauwerke (Auswahl)

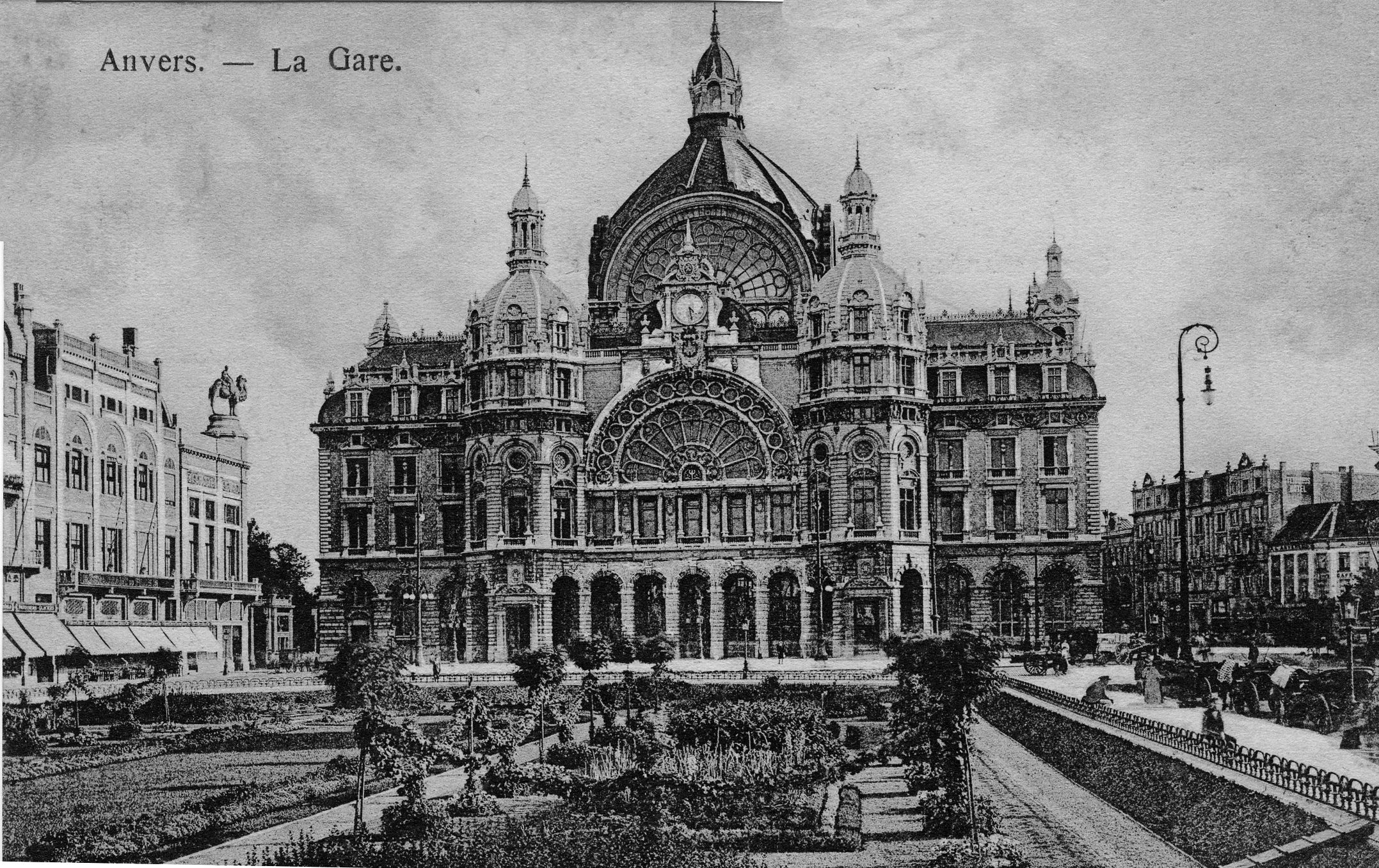
Bahnhof Antwerpen-Centraal (um 1910)

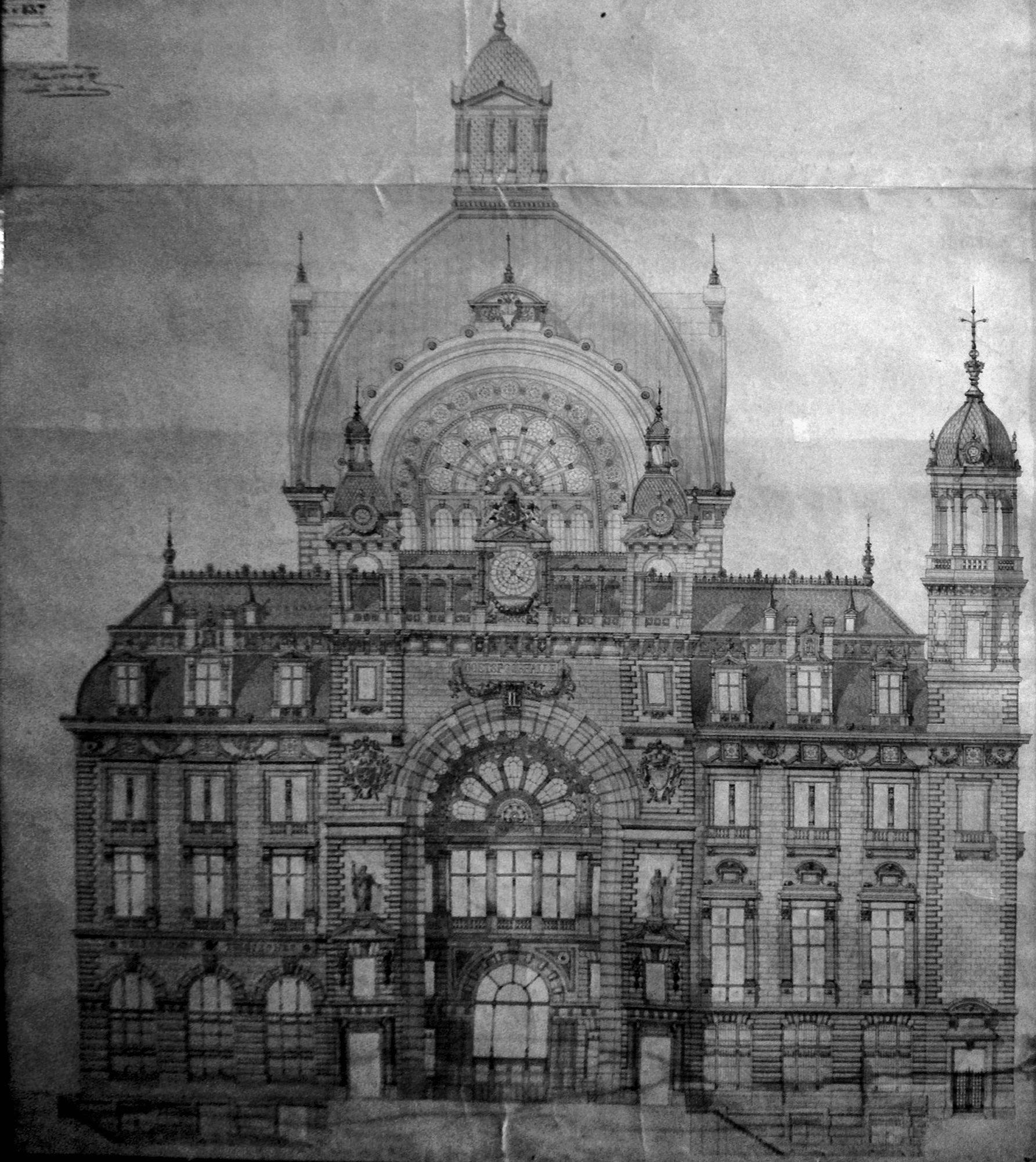
Louis de la Censeries Entwurf für den Bahnhof

### Neubauten
- Rathaus, Diksmuide, 1877 bis 1880
- Normaalschool, Brügge, St.-Georg Str., 1880 bis 1883
- Portalbauten Johannishospital, Brügge, ab 1886
- Zentralpostamt und Provinciaal Hof, Brügge, 1887 bis 1890 (mit René Aimé Buyck)
- Bahnhof Antwerpen-Centraal in Antwerpen, 1895 bis 1898
- Spiegelrei 17, 18 in Brügge, 1898
- St. Peter und Paul in Oostende, 1901 bis 1905[2]

### Restaurierungen
- Greffie, Brügge, Hoogstraat, 1877 bis 1884
- Gruuthuse-Palais, Brügge, Pont de Gruuthuse, 1883 bis 1895
- Poortersloge, Brügge, 1899 bis 1903
- Westgiebel Liebfrauenkirche, Brügge, 1907 bis 1908[2]